# Dinelytron grylloides
Dinelytron grylloides är en insektsart som beskrevs av Gray, G.R. 1835. Dinelytron grylloides ingår i släktet Dinelytron och familjen Prisopodidae. Inga underarter finns listade i Catalogue of Life.